# Lestra (entreprise)
Pour les articles homonymes, voir Lestra.
Lestra est une entreprise française spécialisée dans les produits de couchages IN-DOOR (couettes, oreillers) et OUTDOOR (sacs à dos, sacs de couchage, matelas).

## Histoire
Lestra est une société familiale née en Alsace. Elle a été créée par la famille Léopold (d'où les lettres LE de son nom) pour la fabrication d'oreillers en plumes dans la ville de Strasbourg (d'où les autres lettres STRA). Avec l'arrivée de la seconde Guerre Mondiale, la famille Léopold a décidé de quitter l'est de la France pour rejoindre le Val de Loire. C'est au fils de la famille, Claude Léopold, et surtout à l'épouse de celui-ci, Josette, que l'on doit l'expansion de la firme et son virage vers le design et la technicité. La mode, le choix des matériaux, la spécificité des collections a permis à Lestra de devenir le leader incontesté du marché du sport, avec Lestra Sport, et de l'intérieur, avec Lestra Design. Le décès prématuré de Josette Léopold a entrainé quelques modifications tant dans l'organigramme de la société que dans ses collections. Au cours de son apogée, LESTRA a été sponsor de nombreux sportifs, créant en particulier des collections pour la haute montagne, s'associant aussi à des œuvres humanitaires avec comme le docteur Christine Janin, emmenant des enfants malades en Himalaya, ou de défense de la nature avec le WWF, d'où ces ours blancs qui marquent sa collection Fjord.
Lestra fut un des sponsors du défunt alpiniste Jean-Christophe Lafaille, pour qui l'entreprise créa sur sa demande le matériel nécessaire pour préparer son ascension de l'Himalaya en hiver.
En 1998 la société est reprise par les trois fréres Andres, les ex-propriétaires de l'usine Franpin, un fabricant de pinceaux installé dans l'Aisne à la Capelle.
Depuis 2016 Lestra commercialise une gamme de vêtements techniques et haut de gamme qui utilise du Sympatex, un tissu imperméable et respirant recyclable, et de la laine de mouton pour le garnissage.